# Peștera Ponicova
Peștera Ponicova este cea mai mare peșteră din Defileul Dunării. Galeriile sale însumează 1.660 m străbătând Ciucaru Mare și ieșind în Dunăre. Este accesibilă de pe uscat sau de pe Dunăre cu barca. La intrarea în peștera Ponicova, pârâul cu același nume creează niște chei scurte și sălbatice și un pod natural lung de circa 25 m și înalt de 6 - 8 m.